# Cunard Motor & Carriage Company
Cunard Motor & Carriage Company (später: Cunard Commercial Bodybuilding; kurz: Cunard) war ein britischer Hersteller von Automobilkarosserien, der von 1911 bis 1925 und von 1930 bis in die 1960er-Jahre Aufbauten für Personenkraftwagen und für Nutzfahrzeuge herstellte.

## Unternehmensgeschichte
Die Cunard Motor & Carriage Company wurde 1911 gegründet. Sie hatte ihren Sitz in dem südwestlichen Londoner Stadtbezirk Richmond, später kamen Anlagen in Putney hinzu. Von Beginn an stellte Cunard vornehmlich Aufbauten für den Automobilhersteller Napier her.

### Übernahme durch Napier

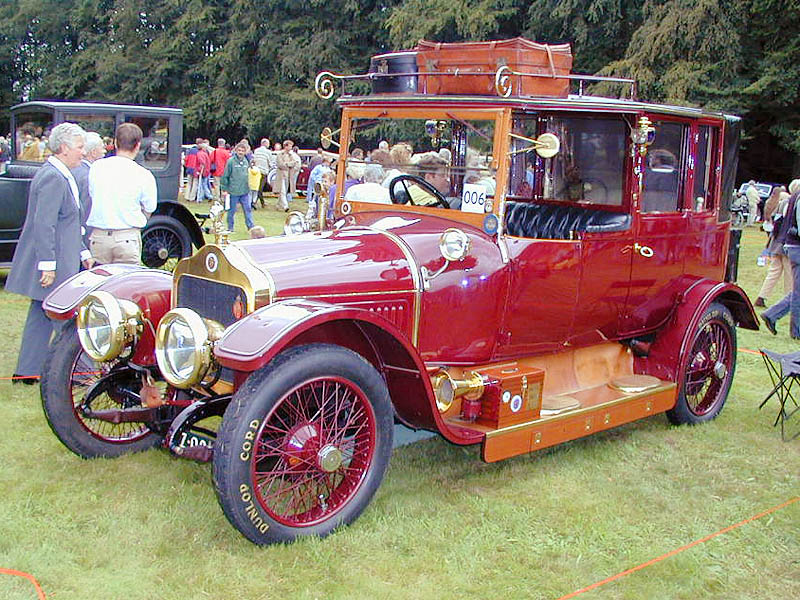
Minerva GG 26 CV mit Landaulette-Aufbau von Cunard (1913)

1913 wurde Cunard von Napier übernommen. Cunard wurde damit zum hauseigenen Karosseriehersteller („in-house coachbuilder“) Napiers und fertigte die meisten der werksseitig angebotenen Aufbauten. Parallel dazu ließ Napier den Bau von Karosserien für andere Hersteller wie Minerva, Rolls-Royce und Sunbeam zu; bis in die frühen 1920er-Jahre hinein entstanden derartige Aufbauten in geringen Stückzahlen. In dieser Zeit wurde Cunard von R.I. Musselwhite geleitet.
1925 stellte Napier die Produktion von Automobilen ein, um sich künftig auf Flugzeugmotoren konzentrieren zu können. Cunard und die dazugehörigen Werksanlagen wurden an Weymann Motor Bodies verkauft, einen britischen Ableger des französischen Karosserieherstellers Weymann. Der Name Cunard wurde seitdem nicht mehr verwendet. Cunards ehemaliger Manager Musselwhite verließ das Unternehmen und wurde Werksleiter bei Thrupp & Maberly. 1928 gab Weymann die ehemaligen Cunard-Anlagen in Putney auf und zog nach Surrey.

### Neugründung und Übernahme durch Stewart & Ardern

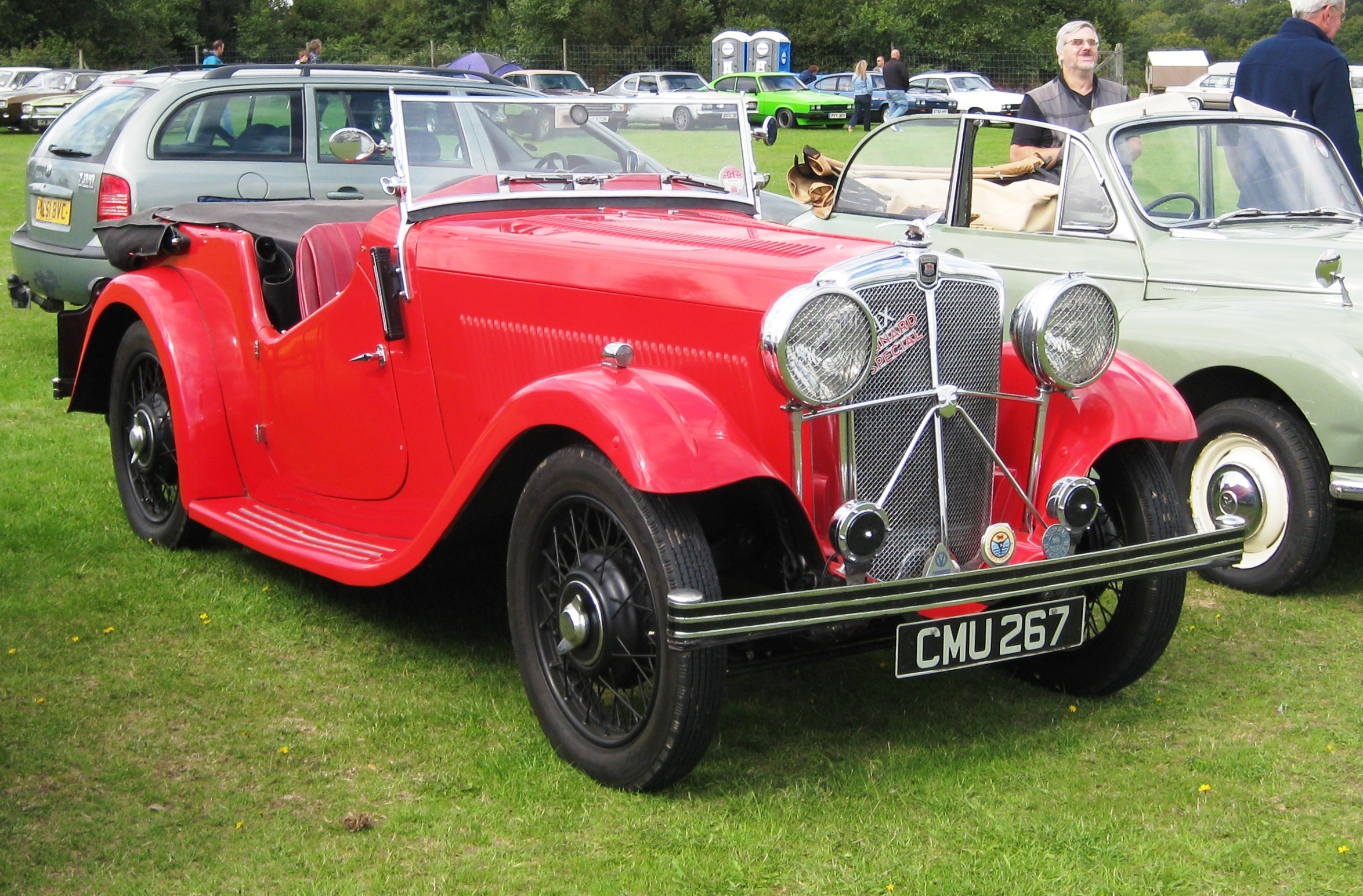
Morris 10/6 mit Aufbau von Cunard (1935)

1930 kam es zu einer Wiederbelebung Cunards. R.I. Musselwhite kaufte von Weymann die Namensrechte an Cunard zurück und etablierte das Unternehmen neu im Londoner Stadtteil Ealing. Die erste bei Cunard entstandene Karosserie war ein False Cabriolet de Ville genannter Viertürer auf einem Phantom-II-Chassis von Rolls-Royce, das 1931 öffentlich ausgestellt wurde. Musselwhites Versuche, Cunard als Hersteller von Oberklasseaufbauten einzuführen, scheiterten allerdings früh. Bereits 1931 wurde Cunard von Stewart & Ardern übernommen, einem großen Londoner Morris-Händler. Stewart & Ardern hatte seine Aufbauten bislang von Hoyal herstellen lassen und benötigte, nachdem Hoyal infolge der Wirtschaftskrise zusammengebrochen war, einen neuen Karosseriehersteller. Cunard fertigte in den folgenden Jahren deshalb vor allem Aufbauten für Morris-Chassis, vor allem offene Zwei- und Viertürer. Später kamen auch Aufbauten für die Marke Wolseley hinzu, die zum Morris-Konzern gehörte. 1934 stellte Cunard letztmals öffentlich aus; im folgenden Jahr endete die Produktion von Pkw-Karosserien.

### Cunard Commercial Bodybuilding
In der zweiten Hälfte der 1930er-Jahre kam es zu einer Neuausrichtung Cunards, die wiederum durch Stewart & Ardern ausgelöst wurde. Der Morris-Händler hatte seine Nutzfahrzeugaufbauten bislang von dem unabhängigen Unternehmen Wilton in Croydon herstellen lassen. 1936 wurde diese Aufgabe auf Cunard übertragen. Das Unternehmen wurde daraufhin in Cunard Commercial Bodybuilding umfirmiert und bezog neue Werksanlagen in Wembley. Dort existierte es bis in die späten 1960er-Jahre hinein.